# Zvěstování pastýřům

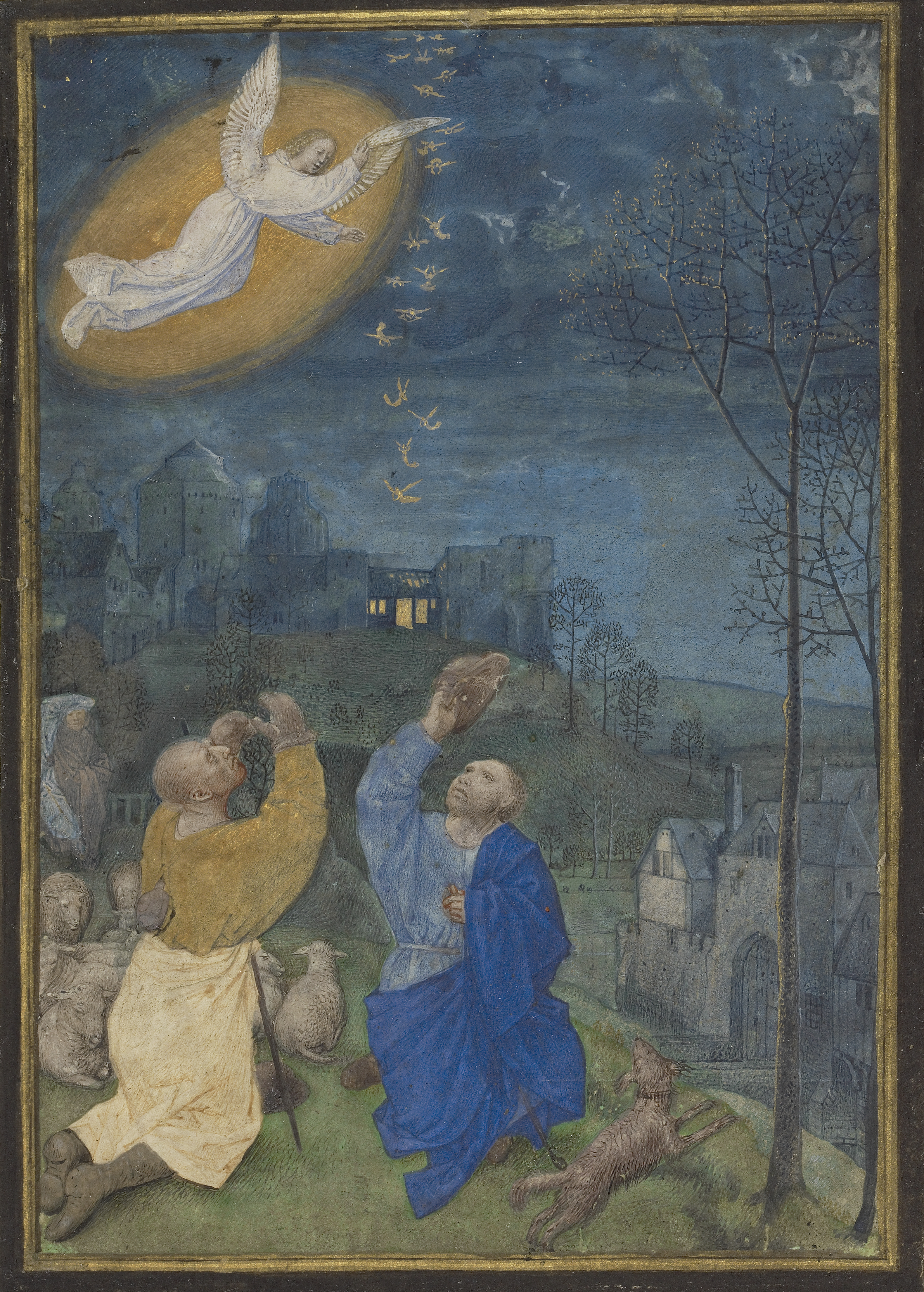
Vlámská miniatura z konce 15. století ukazuje zvěstování pastýřům.

Zvěstování pastýřům je epizoda z Ježíšova narození popsaná v Bibli v Evangeliu podle Lukáše, ve kterém andělé vyprávějí skupině pastýřů o Ježíšově narození.  Zvěstování se společně objevuje v křesťanském umění a je i součástí vánočních koled. 

## Biblické vyprávění

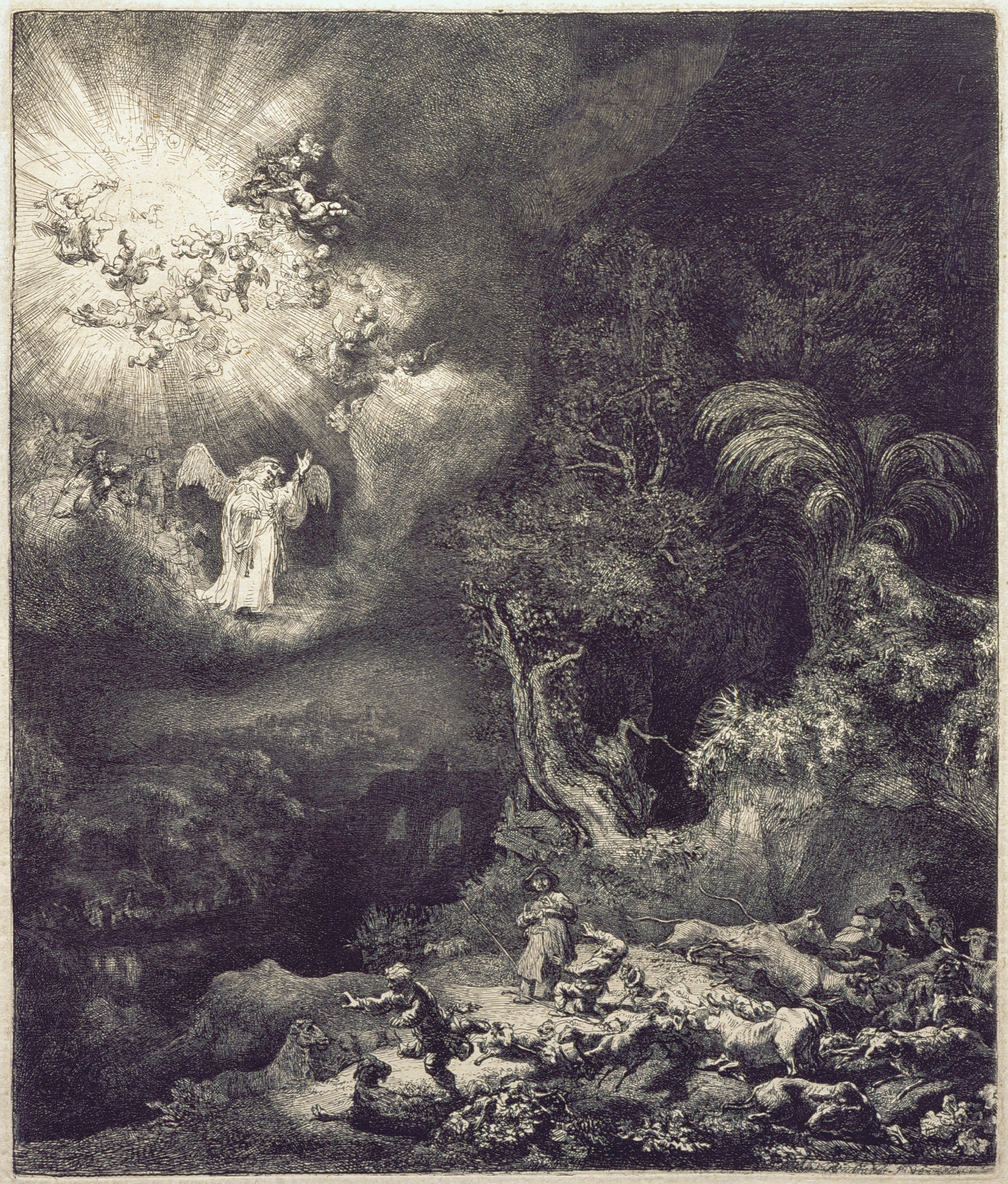
Rembrandtův Anděl, který se objevuje pastýřům, 1634

Jak je popsáno ve verších 8-20 druhé kapitoly Evangelia podle Lukáše, pastýři se starali o své stádo na venkově u Betléma, když je vyděsil anděl, který se jim zjevil.  Anděl vysvětluje, že má poselství dobré zprávy pro všechny lidi, a to: "Dnes se vám ve městě Davidově narodil Spasitel – váš Mesiáš a Pán.  A toto vám bude znamením: najdete děťátko zavinuté do plenek, ležící v jeslích."
Poté se objeví mnohem více andělů, kteří chválí Boha slovy „Sláva na výsostech Bohu a na zemi pokoj mezi lidmi; Bůh v nich má zalíbení.“ Pastýři se rozhodli udělat to, jak jim řekl anděl, cestují do Betléma a najdou Marii, Josefa a Jezulátko ležící v jeslích přesně tak, jako jim bylo řečeno. Následuje Adorace pastýřů. 

## Obrázová galerie

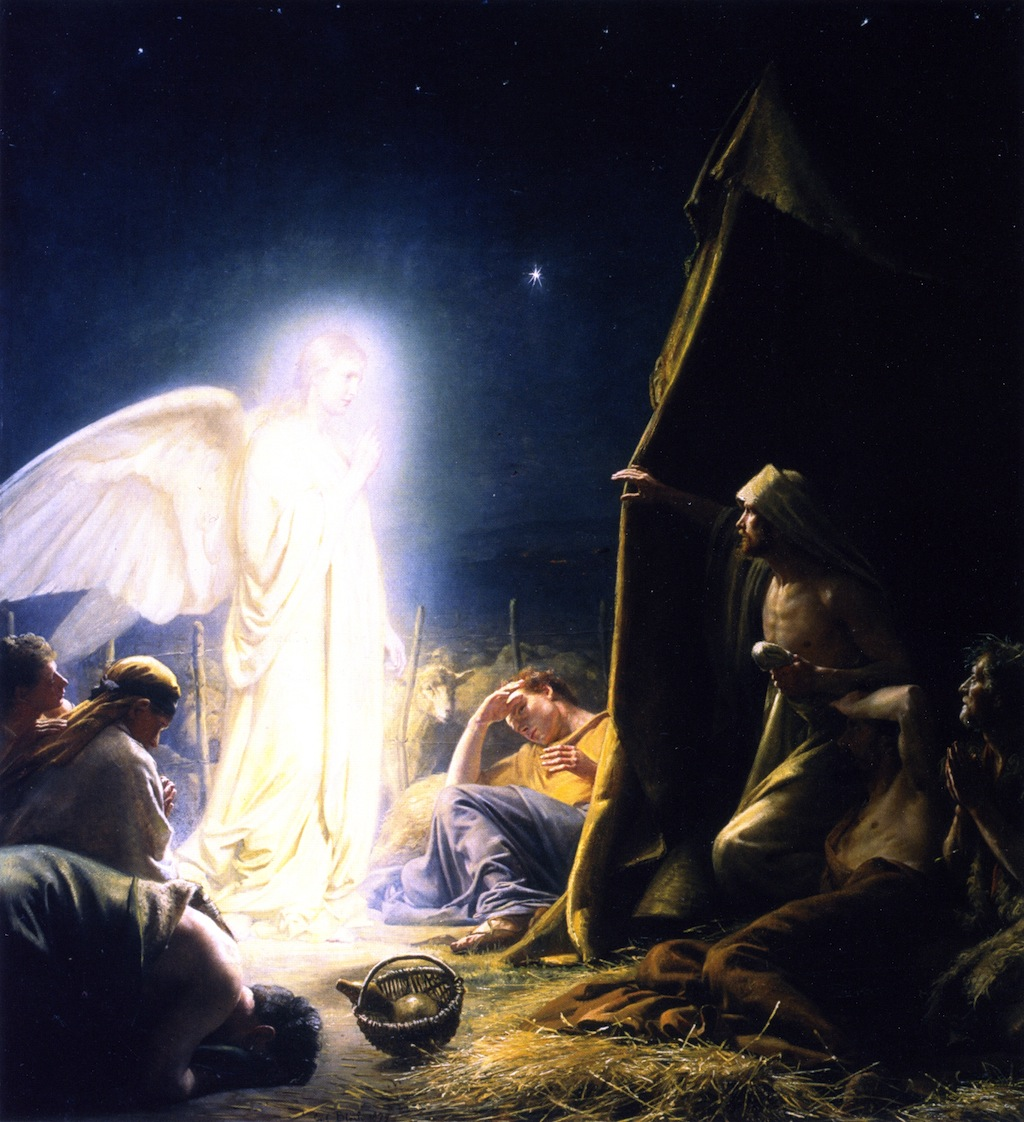
Carl Bloch, Pastýři a anděl, 1879
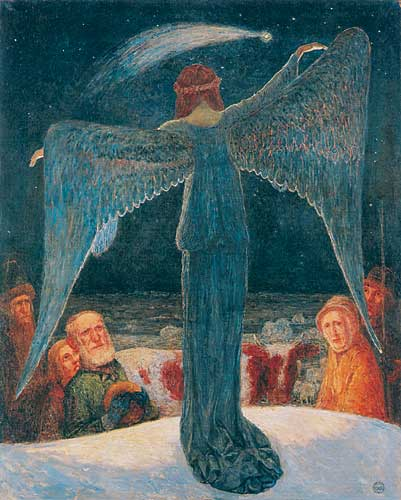
Heinrich Vogeler Zvěstování pastýřům, 1902
Henry Ossawa Tanner - andělé se objevují před pastýři, 1910
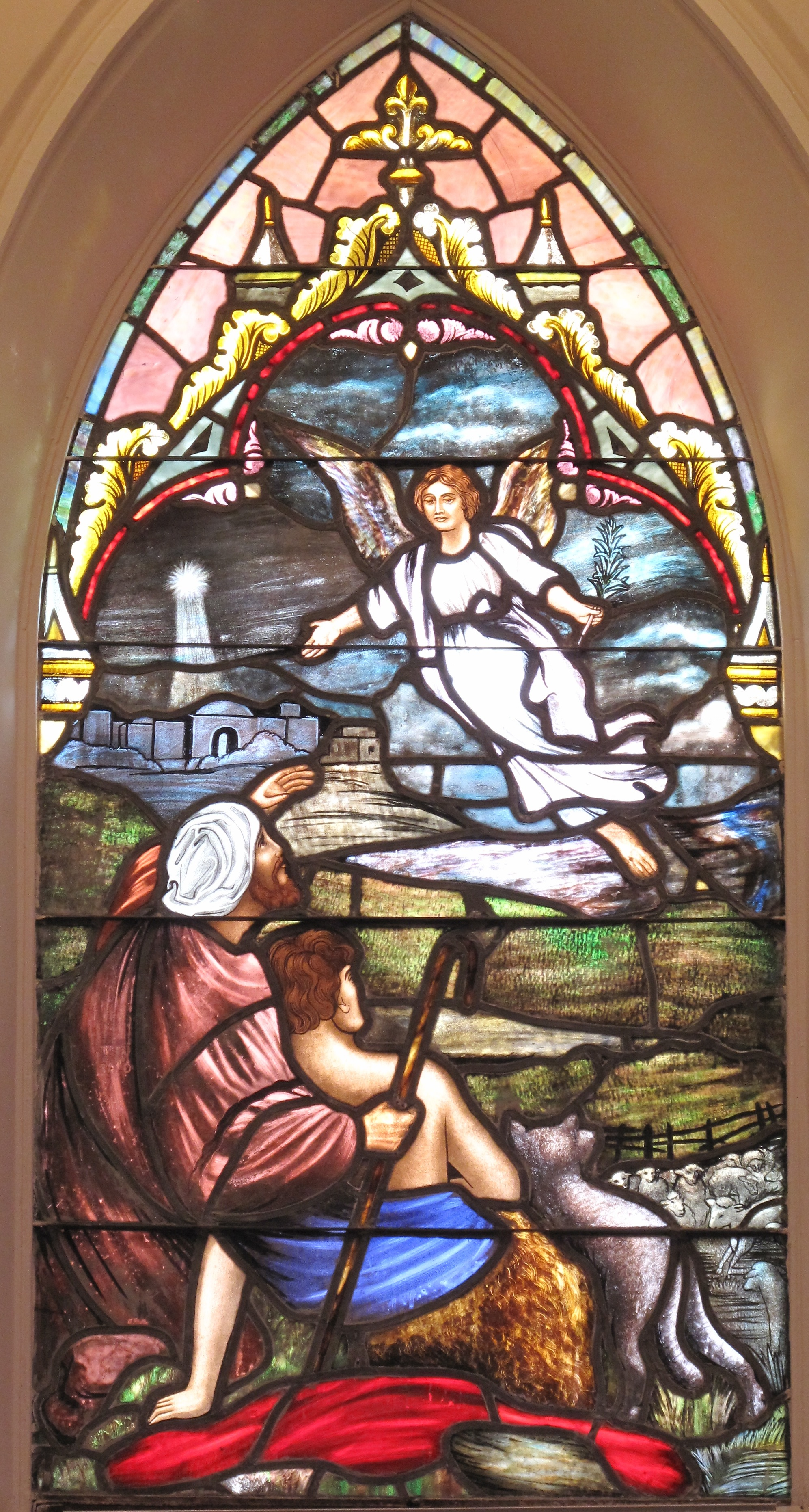
Okno anděla Pána v Německém evangelickém luteránském kostele sv. Matouše v Charlestonu v Jižní Karolíně.  Quaker City Glass Company, 1912
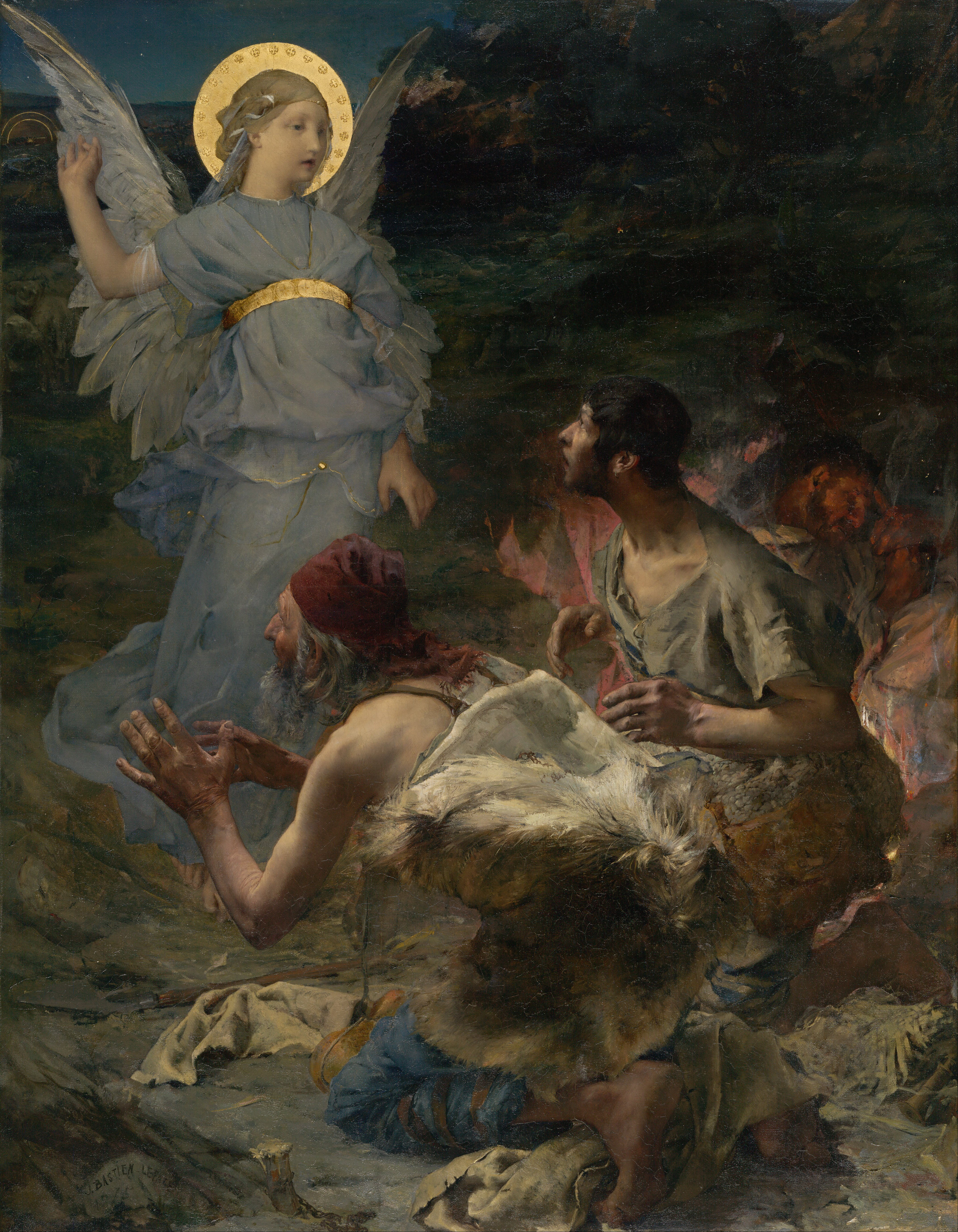
Jules Bastien-Lepage, Zvěstování pastýřům
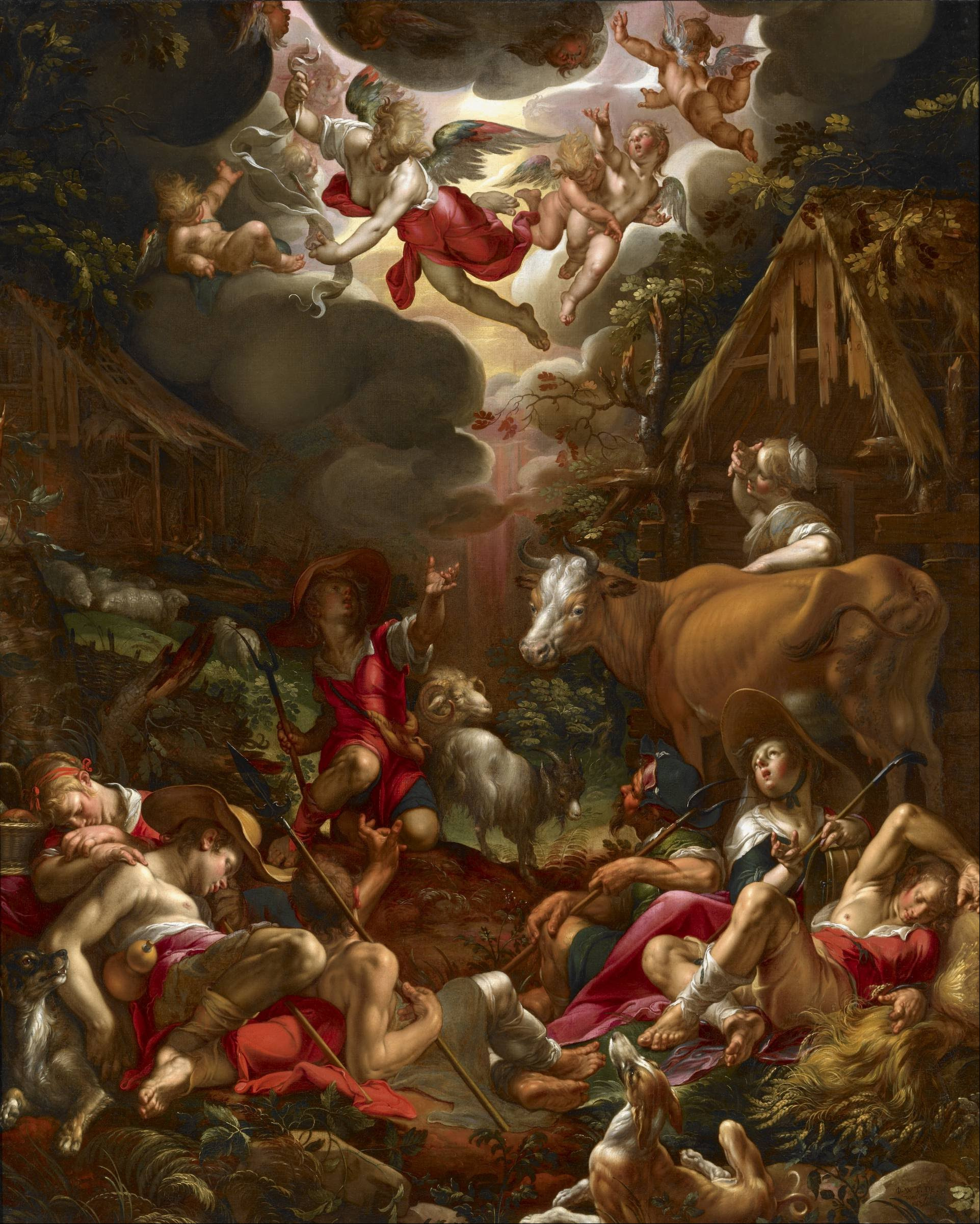
Joachim Wtewael - Zvěstování pastýřům